# Добруша (Шолданештский район)
Добруша (рум. Dobruşa) — село в Шолданештском районе Молдавии. Является административным центром коммуны Добруша, включающей также сёла Речешты и Захорна.

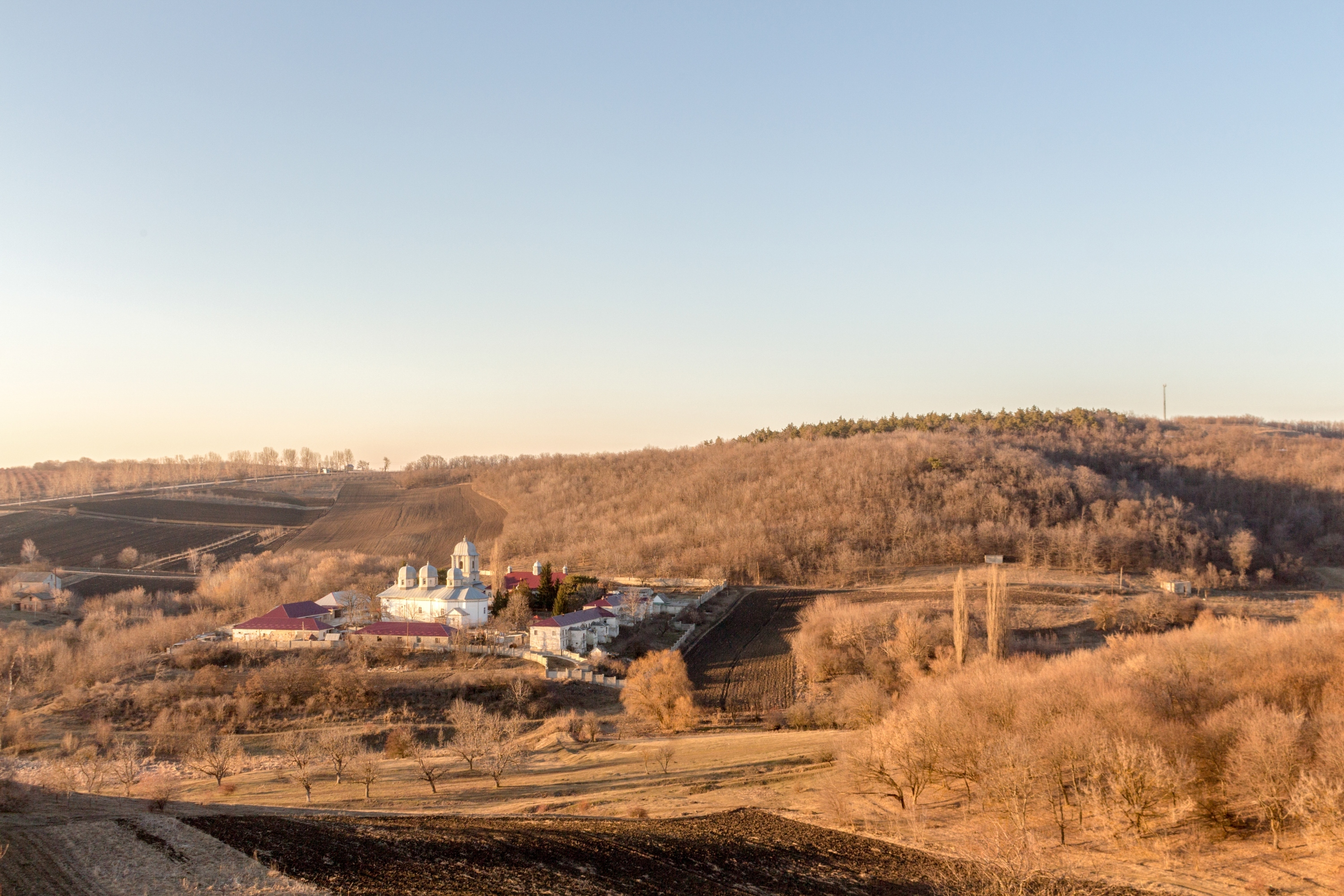
Вид на Добрушский Николаевский монастырь

## География
Добруша расположена в западной части Шолданештского района, в 20 км от Шолданешт и 130 км от Кишинёва. Расстояние до ближайшей железнодорожной станции — 20 км, расстояние до автострады республиканского значения Резина — Флорешты — 5 км. Соседние сёла — Кипешка, Гаузены, Распопены. Высота населённого пункта —186 метров над уровнем моря.

## Население
По данным переписи населения 2004 года, в селе Добруша проживает 792 человека (400 мужчин, 392 женщины).
Этнический состав села:
| Национальность | Число жителей | Процентный состав |
| -------------- | ------------- | ----------------- |
| молдаване      | 778           | 98,23             |
| украинцы       | 7             | 0,88              |
| русские        | 6             | 0,76              |
| румыны         | 1             | 0,13              |
| Всего          | 792           | 100 %             |